# Fogatuli
Fogatuli é uma vila na ilha de Savai'i , em Samoa, ela está situada na costa sudeste da ilha, no distrito tradicional de Salega que fica dentro do maior distrito político de Satupa'itea, Itumalo.
A população é de 226 (Censo de 2006).